# Тарасовка (Коропский район)
Тарасовка (укр. Тарасівка) — село в Коропском районе Черниговской области Украины. Население — 102 человек (2015). Расположено на берегу одного из элементов дренажной системы реки Стрижень.
Код КОАТУУ: 7422282006. Почтовый индекс: 21069. Телефонный код: +380 4656.

## Власть
Орган местного самоуправления — Вольненский сельский совет. Почтовый адрес: 16234, Черниговская обл., Коропский р-н, с. Вольное, ул. Гагарина, 48.